# Ризуль

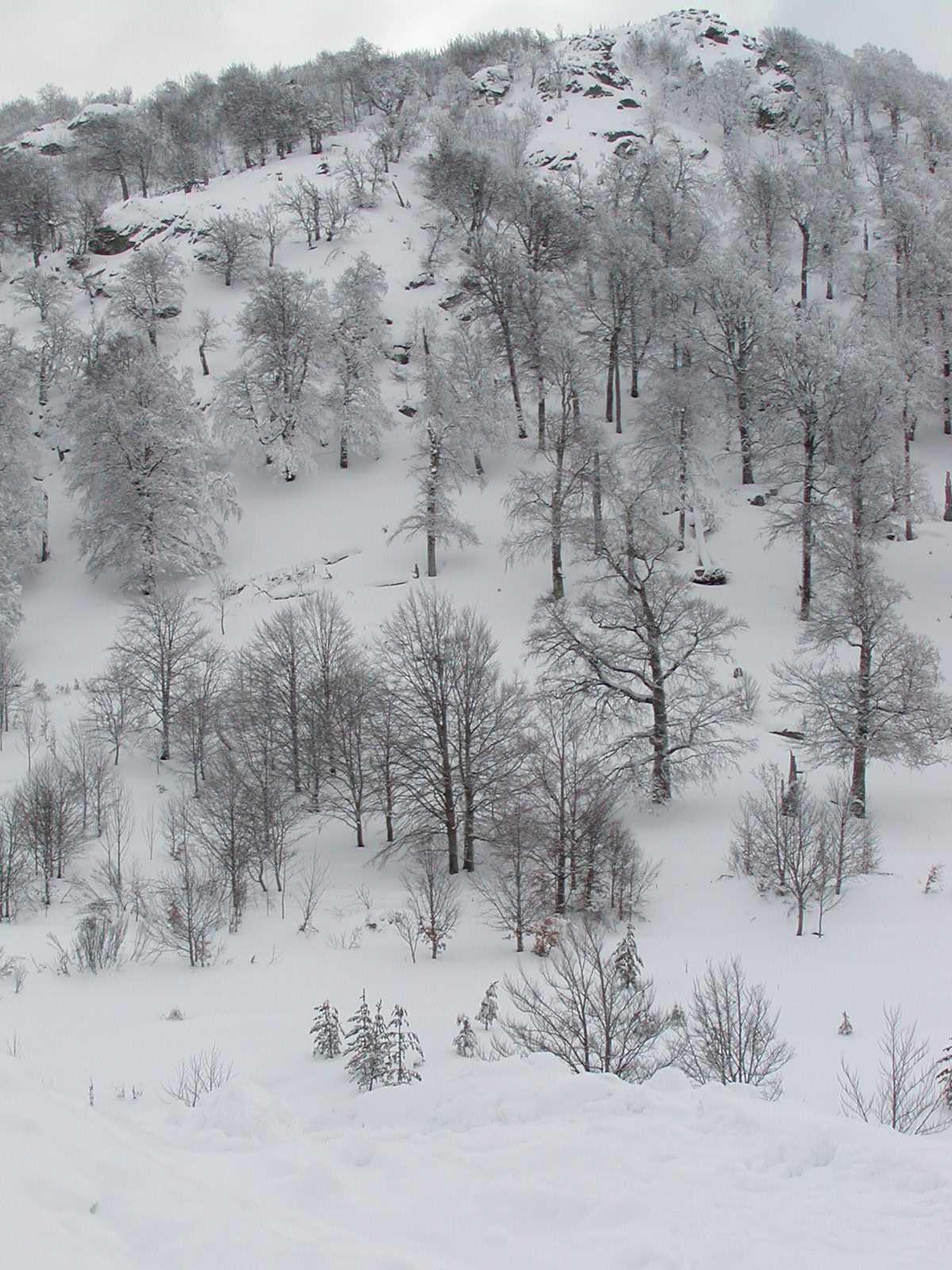

Ризуль (фр. Risoul, окс. Risós) — коммуна во Франции, в регионе Прованс — Альпы — Лазурный Берег, департамент Верхные Альпы. Население — 649 человек 2008 год.
Коммуна расположена на расстоянии около 570 км к юго-востоку от Парижа, 185 км к юго-востоку к Марселя, 50 км к востоку от Гапа.

## Экономика
В 2007 году среди 459 человек в трудоспособном возрасте (15—64 лет) 338 были экономически активными, 121 — неактивными (показатель активности — 73,6 %, в 1999 году было 71,3 %). Из 338 активных работали 330 человек (178 мужчин и 152 женщины), безработных было 8 (4 мужчины и 4 женщины). Среди 121 неактивных 42 человека были учениками или студентами, 51 — пенсионерами, 28 были неактивными по другой причине.
В 2008 году в коммуне числилось 305 налогооблагаемых домохозяйств, в которых проживали 691,5 человек, средний уровень дохода составил 17 956 евро на одного потребителя..